# Les Rivières de Zadaa
Les Rivières de Zadaa (titre original : The Rivers of Zadaa) est le sixième tome de la série à succès Bobby Pendragon écrite par D. J. MacHale.

## Résumé
L'histoire se tient sur Zadaa. Une sécheresse a frappé les Batus, groupe de guerriers rudimentaires noirs, alors que les rokadors, groupe blanc vivant sous la terre, contrôle les eaux. Les Batus sont rationnés et s'entretuent pour de l'eau. La tension monte. La guerre est imminente, mais leur chef, le prince Pelle a Zinj, veut une solution pacifiste. 
À travers la famine, rapidement, Bobby et Loor, la voyageuse de Zadaa, vont tenter d'empêcher Saint Dane de faire éclater la guerre.